# New Police Story
New Police Story is een Hongkongse film uit 2004 onder regie van Benny Chan, die wereldwijd te zien is geweest. De film is een reboot van de Police Story-filmreeks en de vijfde film uit de reeks.

## Verhaal
De belangrijke opdracht van inspecteur Wing (Jackie Chan) die in dienst is van de politie om een bende aan videospelletjes verslaafde bankovervallers te vangen. Doordat deze bende Wings vrienden ombrengt raakt Wing in een depressie en gaat aan de alcohol. Dit wordt niet in dank afgenomen door de politie en die besluit hem te ontslaan. Als Wing over zijn depressie heen is, gaat hij er alles aan doen om deze bende te vangen, dit doet hij samen met de jonge agent Frank. 

## Rolverdeling
- Jackie Chan - Inspecteur Chan Kwok-Wing
- Nicholas Tse - Zheng Xiaofeng / Frank Cheng Siu-fung
- Charlie Yeung - Sun Ho Yee
- Daniel Wu - Joe Kwan
- Charlene Choi - Sa Sa
- Deep Ng - Rocky
- Ken Lo - Kwong
- Tony Ho - Chui
- Timmy Hung - Tin Ming
- Tin Chiu Hung - Chiu
- Carl Ng - Carl
- Andrew Lin - Hoi
- Samuel Pang - Sam
- Philip Ng - Phillip
- John Sham - Eric Chow
- Coco Chiang - Sue Chow